# Verordening gedrags- en beroepsregels accountants
De Verordening gedrags- en beroepsregels accountants (Vgba) is een Nederlandse verordening, vastgesteld door de ledenvergadering van de Koninklijke Nederlandse Beroepsorganisatie van Accountants (Koninklijke NBA), van toepassing sinds 1 januari 2014, met betrekking tot het beroep van accountant.

## Uitganspunt en grondbeginselen
Primair uitgangspunt van de verordening is dat de accountant dient te handelen in het algemeen belang. Teneinde invulling te geven aan deze verantwoordelijkheid dient de accountant zich te houden aan de volgende fundamentele beginselen:
1. Professionaliteit: de accountant dient zich te onthouden van elk handelen of nalaten waarvan hij weet of behoort te weten dat dit het accountantsberoep in diskrediet brengt of kan brengen;
2. Integriteit: de accountant dient eerlijk en oprecht op te treden;
3. Objectiviteit: de accountant mag zich bij zijn afwegingen niet ongepast laten beïnvloeden;
4. Vakbekwaamheid en zorgvuldigheid: de accountant houdt zijn deskundigheid en vaardigheid op het niveau dat is vereist om een professionele dienst te kunnen verlenen. Hij handelt hierbij in overeenstemming met de van toepassing zijnde vaktechnische en overige beroepsvoorschriften;
5. Vertrouwelijkheid: de accountant eerbiedigt het vertrouwelijke karakter van informatie die hij in het kader van zijn beroepsmatig en zakelijk handelen heeft verkregen.

## Status van de Verordening
De Verordening gedrags- en beroepsregels accountants vloeit rechtstreeks voort uit het bepaalde in artikel 19, lid 2, onder a van de Wet op het accountantsberoep (Wab) en heeft daarmee voor alle Nederlandse accountants kracht van wet.

## Naleving van de Verordening
Bij het naleven van de Vgba past een accountant professionele oordeelsvorming toe waarbij hij zich baseert op hetgeen een objectieve, redelijke en geïnformeerde derde aanvaardbaar en toereikend acht en de omstandigheden die hij weet of behoort te weten (art. 20 van de Vgba). De accountant identificeert en beoordeelt omstandigheden die een bedreiging kunnen zijn voor het zich houden aan een fundamenteel beginsel en neemt met betrekking tot dergelijke omstandigheden een toereikende maatregel die ertoe leidt dat hij zich houdt aan de fundamentele beginselen. Indien de accountant bij een bedreiging niet in staat is een passende maatregel te nemen, weigert of beëindigt hij de professionele dienst en beëindigt hij zo nodig de relatie met de organisatie waarvoor hij een professionele dienst uitvoert of uitvoerde (art. 21 VGBA).

## Bedreigingen voor de naleving van de fundamentele beginselen
Een bedreiging wordt in de Verordening omschreven als een onaanvaardbaar risico dat de accountant zich niet houdt aan de fundamentele beginselen als gevolg van eigenbelang, zelftoetsing, belangenbehartiging, vertrouwdheid of intimidatie. Een bedreiging als gevolg van eigenbelang ontstaat uit een financieel of ander belang van de accountant zelf. Een bedreiging als gevolg van zelftoetsing ontstaat als de accountant zijn eigen werkzaamheden of die van zijn kantoor of het resultaat daarvan beoordeelt. Een bedreiging als gevolg van belangenbehartiging ontstaat als de accountant zich te veel vereenzelvigt met het belang van de organisatie waarvoor hij een professionele dienst uitvoert, waardoor de accountant zijn objectiviteit verliest. Een bedreiging als gevolg van vertrouwdheid ontstaat als de accountant een te nauwe band ontwikkelt met de organisatie waarvoor hij een professionele dienst uitvoert dan wel als een accountant te veel sympathie koestert voor de belangen van een ander waardoor hij zijn objectiviteit verliest. Een bedreiging als gevolg van intimidatie ontstaat als de accountant door feitelijke of vermeende druk wordt afgehouden van objectief handelen.

## Maatregelen
Welke maatregel(en) een accountant dient te nemen om ervoor te zorgen dat hij zich houdt aan de fundamentele beginselen is afhankelijk van de situatie en de positie van de accountant binnen zijn eigen organisatie. In de toelichting op de Vgba worden verschillende voorbeelden genoemd. Voor een accountant in een lagere functie kan het mogelijk voldoende zijn een signalerend gesprek met zijn leidinggevende te hebben, terwijl van een accountant in een hogere functie verwacht mag worden dat hij een interne toezichthouder, zoals een compliance officer of de raad van commissarissen en/of een externe toezichthouder informeert. In praktijkhandreiking 1130  getiteld "Voorbeelden toepassing van de Verordening gedrags- en beroepsregels accountants (VGBA)" geeft de Koninklijke NBA een nadere uitwerking en invulling van de toepassing van de Gedrags- en beroepsregels. Een praktijkhandreiking bevat geen dwingende bepalingen, maar is wel een gezaghebbende bron.

## Voorbeelden van maatregelen
Indien een accountant betrokken is bij of in verband wordt gebracht met rapportages of andere gegevens die materieel onjuist, onvolledig of misleidend zijn dient hij zo mogelijk een maatregel te nemen gericht op het wegnemen van de onjuistheid, onvolledigheid of misleiding. Deze situatie kan zich bijvoorbeeld voordoen als sprake is van een fout in de jaarrekening of een te positieve voorstelling van zaken in een prognose. De accountant dient dan actief op te treden om misleiding van derden door een onjuiste verantwoording waarmee hij in verband gebracht wordt te voorkomen. Een mogelijke maatregel kan dan zijn om afstand te nemen van de verantwoording waarmee hij in verband wordt gebracht. 
Onder omstandigheden kan de accountant een bijzonder vertegenwoordigen, maar dan dient hij er wel voor te zorgen dat zijn objectiviteit niet wordt bedreigd. Een voorbeeld van het vertegenwoordigen van een bijzonder belang is het bijstaan van een ondernemer bij het afwikkelen van een echtscheiding dan wel bij de aan- of verkoop van een onderneming. Een te treffen maatregel in dit verband kan zijn dat de accountant zijn betrokkenheid aan alle partijen kenbaar maakt en zich ervan overtuigt dat de andere partij ook door een deskundige wordt bijgestaan.
Indien sprake is van een bedreiging waarbij een maatregel is genomen die ertoe leidt dat de accountant zich houdt aan de fundamentele beginselen legt de accountant ingevolge artikel 21 lid 3 van de Vgba de bedreiging, zijn beoordeling, de toegepaste maatregel en zijn conclusie vast teneinde zich tegenover derden te kunnen verantwoorden.

## Tuchtrecht
Het staat eenieder die van mening is dat een accountant zich niet heeft gehouden aan een of meer van de fundamentele beginselen vrij om daarover een klacht in te dienen bij de Accountantskamer. Het tuchtrecht voor accountants is laagdrempelig en de klager hoeft geen belanghebbende te zijn, al zal dat meestal wel het geval zijn. In een tuchtprocedure is het aan de klager om feiten en omstandigheden te stellen en in geval van (gemotiveerde) betwisting aannemelijk te maken, die tot het oordeel kunnen leiden dat de betrokken accountant tuchtrechtelijk verwijtbaar heeft gehandeld. De Accountantskamer toetst de klacht aan de fundamentele beginselen en zal de klacht gegrond verklaren als zij van mening is dat de accountant een of meer van de fundamentele beginselen niet heeft nageleefd. Als de klacht gegrond is kan de Accountantskamer een tuchtrechtelijke maatregel opleggen. Bij de beslissing daarover houdt zij rekening met de aard en de ernst van het verzuim van de accountant en de omstandigheden waaronder dit zich heeft voorgedaan. De mogelijke maatregelen kunnen variëren van een waarschuwing in het geval van een eerste verzuim met verzachtende omstandigheden tot een doorhaling voor tien jaar. De zwaarste maatregel is meestal voorbehouden aan accountants die zich schuldig hebben gemaakt aan belastingfraude. De meest voorkomende maatregel is een berisping en die zit qua zwaarte tussen een waarschuwing en een doorhaling voor korte duur zoals een maand, in. Tegen de uitspraken van de Accountantskamer kan beroep worden aangetekend bij het College van Beroep voor het bedrijfsleven.

## Nadere voorschriften
Op grond van artikel 24 van de Vgba kan het bestuur van de Nederlandse beroepsorganisatie van accountants, gehoord de leden, met betrekking tot de artikelen 2 tot en met 22 van de Vgba nadere voorschriften vaststellen. De meest uitgebreide nadere voorschriften zijn de Nadere voorschriften controle- en overige standaarden en die geven invulling aan het fundamentele beginsel van vakbekwaamheid en zorgvuldigheid.